# Tenzin Palmo

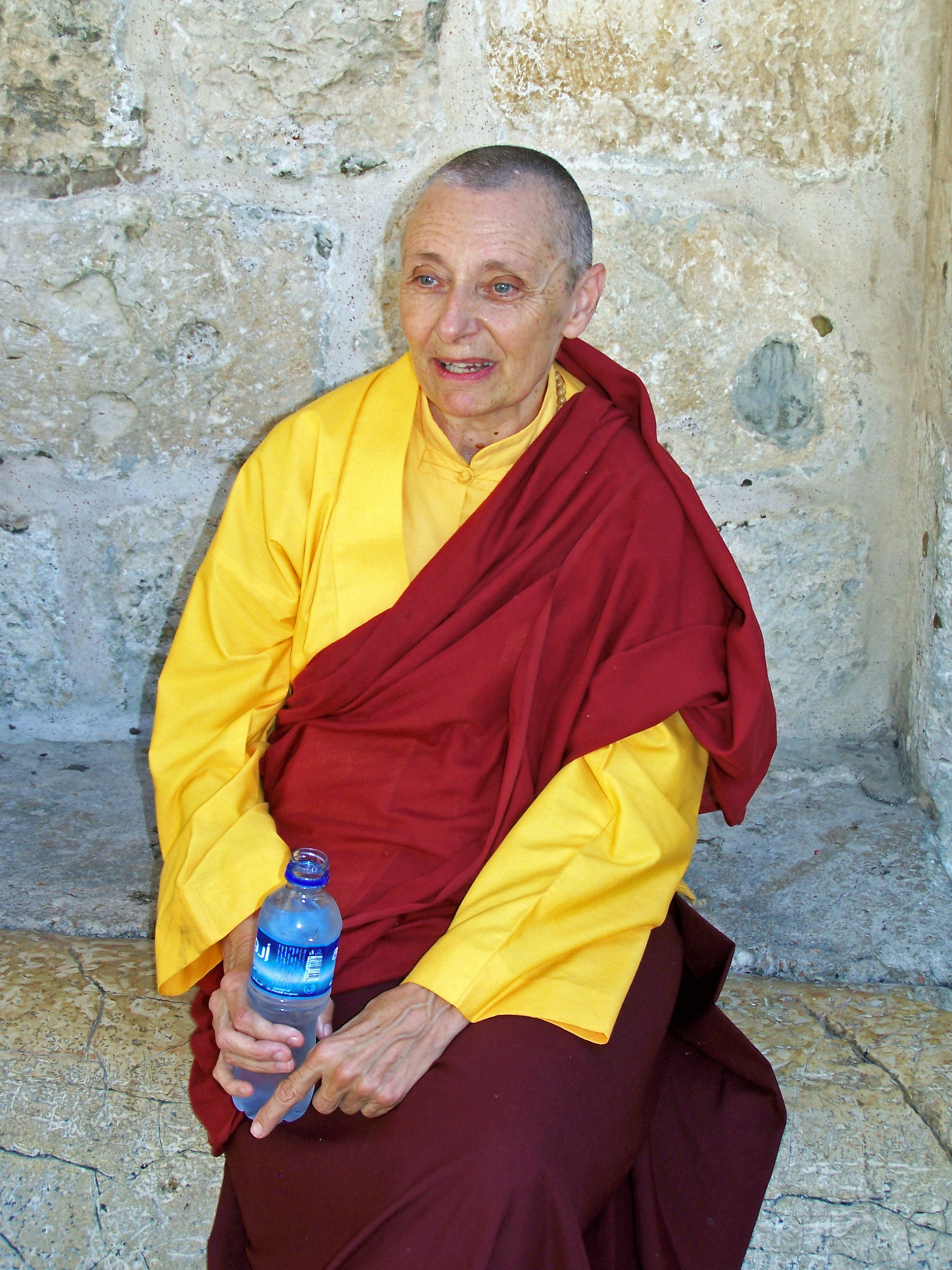
Jetsunma Tenzin Palmo, september, 2006

Jetsunma Tenzin Palmo, geboren als Diane Perry (East End (Londen), juni 1943) is een Brits non in de drugpa-linie van de kagyütraditie van het Tibetaans boeddhisme. Ze is schrijver, spiritueel leraar en oprichtster van het nonnenklooster Dongyu Gatsal Ling in de Indiase staat Himachal Pradesh.
Ze staat bekend als een van de weinige Westerse vrouwen in de 20e eeuw die in het boeddhisme werd opgeleid in het Oosten, waarbij ze rond twaalf jaar doorbracht in een afgelegen grot in de Himalaya, waarvan drie jaar in strikt teruggetrokken meditatie.
Vicki Mackenzie schreef over haar de biografie Cave in the Snow en door verschillende media wordt ze gezien als een autoriteit in het Tibetaans boeddhisme. Ze was te zien in verschillende documentaires, waaronder Refuge van John Halpern en On Life & Enlightenment van Kaushik Ray, beide uit 2006.